# 国立大学協会
一般社団法人国立大学協会（こくりつだいがくきょうかい、英: The Japan Association of National Universities, JANU）は、国立大学法人を正会員（社団法人における社員）とする日本の一般社団法人。略称は国大協（こくだいきょう）。

## 概要
1950年、学制改革によって誕生した新制国立大学が各大学間の連絡・協力を促進するために設立された。

### 目的
同協会の目的は、『一般社団法人国立大学協会定款』第4条において「各国立大学法人が実施する教育・研究及び社会貢献に関する多種・多様な活動において、質の高い成果を挙げるための環境作りを行い、もって国立大学法人の振興と我が国の高等教育・学術研究の水準の向上及び均衡ある発展に寄与すること」と定められている。

## 会員
総会 における議決権は、正会員のみに認められ、副会員と特別会員は有しない。

### 正会員
同協会の正会員は、『一般社団法人国立大学協会定款』第6条第1項第1号において「この法人の目的に賛同して入会した国立大学法人」と規定されている。2023年度現在、全ての国立大学法人が協会の正会員となっている。

### 副会員
同協会の副会員は、『一般社団法人国立大学協会定款』第6条第1項第2号において「正会員の長でない国立大学長」と規定されている。2023年度現在、北海道国立大学機構、東海国立大学機構及び奈良国立大学機構がそれぞれ設置する計7大学の学長が協会の副会員となっている。

### 特別会員
同協会の特別会員は、『一般社団法人国立大学協会定款』第6条第1項第3号において「この法人の目的に賛同して入会した法人」と規定されている。2023年度現在の特別会員は以下のとおり。
- 人間文化研究機構
- 自然科学研究機構
- 高エネルギー加速器研究機構
- 情報・システム研究機構

## 組織
総会を頂点とし、その下に理事会 をはさみ、各委員会が設置されている。

### 地方支部
地方ごとに8つの支部が設けられており、それぞれに所在する正会員（国立大学法人）が所属し、活動している。
- 北海道支部（5法人、7大学）
- 東北支部（7法人、7大学）
- 東京支部（12法人、12大学）
- 関東・甲信越支部（14法人、14大学）
- 東海・北陸支部（11法人、12大学）
- 近畿支部（12法人、13大学）
- 中国・四国支部（10法人、10大学）
- 九州支部[注釈 3]（11法人、11大学）

## 主要な活動・事業
以下に記す事業（『一般社団法人国立大学協会定款』第5条より引用）を中心に活動している他、国立大学の立場から意見表明、情報発信などを行っている。
1. 国立大学が質の高い教育、学術研究及び社会貢献を推進するために必要な事業
2. 自主的政策立案、国の高等教育政策や学術研究政策等に関する政策提言のための調査研究
3. 国際パートナーシップを基本とした国際交流事業
4. 国立大学法人の経営に関する支援
5. その他目的を達成するために必要な事業

## 沿革
- 1949年5月 - 国立学校設置法の公布・施行により国立新制大学が発足する[4]。
- 1950年7月13日 - 会員70大学をもって国立大学協会（旧）が設立される[4]。
- 2004年4月 - 国立大学法人法の公布に伴い、社団法人化する[4]。
- 2011年4月 - 公益法人制度改革に伴い、一般社団法人に移行[4]。

## 歴代会長

### 社団法人化前
| 代           | 氏名       | 在任時期                | 所属大学     | 専門分野                                 |
| ------------ | ---------- | ----------------------- | ------------ | ---------------------------------------- |
| 初代         | 南原繁     | 1950年07月 - 1951年12月 | 東京大学     | 政治学                                   |
| 第2代        | 矢内原忠雄 | 1951年12月 - 1957年12月 | 東京大学     | 経済学（植民政策学）                     |
| 第3代        | 茅誠司     | 1957年12月 - 1963年12月 | 東京大学     | 物理学                                   |
| 第4代        | 大河内一男 | 1963年12月 - 1968年11月 | 東京大学     | 経済学（社会政策）                       |
| 第5代        | 奥田東     | 1968年11月 - 1969年12月 | 京都大学     | 農学（肥料学）                           |
| 第6代        | 加藤一郎   | 1969年12月 - 1973年03月 | 東京大学     | 法学（民法）                             |
| 第7代        | 加藤六美   | 1973年04月 - 1973年06月 | 東京工業大学 | 建築学                                   |
| 第8代        | 林健太郎   | 1973年06月 - 1977年03月 | 東京大学     | 歴史学                                   |
| 第9代        | 岡本道雄   | 1977年04月 - 1977年06月 | 京都大学     | 医学（脳神経解剖学）                     |
| 第10代       | 向坊隆     | 1977年06月 - 1981年03月 | 東京大学     | 電気化学                                 |
| 第11代       | 平野龍一   | 1981年06月 - 1985年03月 | 東京大学     | 法学（刑事法）                           |
| 第12代       | 沢田敏男   | 1985年04月 - 1985年06月 | 京都大学     | 農学・工学（農業土木・ダム工学）         |
| 第13代       | 森亘       | 1985年06月 - 1989年03月 | 東京大学     | 病理学                                   |
| 第14代       | 有馬朗人   | 1989年06月 - 1993年03月 | 東京大学     | 原子核物理学                             |
| 第15代       | 吉川弘之   | 1993年06月 - 1997年03月 | 東京大学     | 工学（設計学・ロボット工学・信頼性工学） |
| 第16代       | 井村裕夫   | 1997年04月 - 1997年12月 | 京都大学     | 医学（内分泌代謝病学・糖尿病学）         |
| 第17代       | 阿部謹也   | 1997年12月 - 1998年11月 | 一橋大学     | 歴史学                                   |
| 第18代       | 蓮實重彦   | 1998年12月 - 2001年03月 | 東京大学     | フランス文学                             |
| 第19代       | 長尾真     | 2001年04月 - 2003年06月 | 京都大学     | 情報工学                                 |
| 社団法人化後 |            |                         |              |                                          |
| 代           | 氏名       | 在任時期                | 所属大学     | 専門分野                                 |
| 第20代       | 佐々木毅   | 2003年06月 - 2005年03月 | 東京大学     | 政治学                                   |
| 第21代       | 相澤益男   | 2005年03月 - 2007年04月 | 東京工業大学 | 生命工学（バイオエレクトロニクス研究）   |
| 第22代       | 小宮山宏   | 2007年06月 - 2009年03月 | 東京大学     | 工学（化学工学・地球環境工学）           |
| 第23代       | 濱田純一   | 2009年04月 - 2013年06月 | 東京大学     | 法学（メディア法・情報法・情報政策）     |
| 第24代       | 松本紘     | 2013年06月 - 2014年09月 | 京都大学     | 工学（宇宙科学）                         |
| 第25代       | 里見進     | 2014年11月 - 2017年06月 | 東北大学     | 医学（外科学）                           |
| 第26代       | 山極壽一   | 2017年06月 - 2019年06月 | 京都大学     | 人類学・霊長類学                         |
| 第27代       | 永田恭介   | 2019年06月 - 2025年06月 | 筑波大学     | 分子生物学                               |
| 第28代       | 藤井輝夫   | 2025年06月 - 現職       | 東京大学     | 工学（マイクロ流体力学）                 |